# EA02
Az EA02 egy keskeny nyomtávú mozdony, mely a drezdai 381 mm-es parkvasúton közlekedik. Összesen egy db-ot készített belőle 1982-ben a RAW Dresden.